# Чешево (Вонґровецький повіт)
Чешево (пол. Czeszewo) — село в Польщі, у гміні Ґоланьч Вонґровецького повіту Великопольського воєводства.
Населення — 386 осіб (2011).
У 1975-1998 роках село належало до Пільського воєводства.

## Демографія
Демографічна структура станом на 31 березня 2011 року:
|          | Загалом | Допрацездатний вік | Працездатний вік | Постпрацездатний вік |
| -------- | ------- | ------------------ | ---------------- | -------------------- |
| Чоловіки | 191     | 38                 | 138              | 15                   |
| Жінки    | 195     | 51                 | 105              | 39                   |
| Разом    | 386     | 89                 | 243              | 54                   |